# Torenberg (heuvel)
De Torenberg is een 107 meter hoge heuvel in een stuwwal in de Nederlandse gemeente Apeldoorn (provincie Gelderland). Administratief valt de heuvel onder Uddel, echter de dichtstbijzijnde kern is Hoog Soeren, zo'n 1,5 kilometer zuidelijker.
De top van de Torenberg, die tevens het hoogste punt van de gemeente Apeldoorn vormt, ligt ten noordwesten van Hoog Soeren, ten noorden van de Amersfoortseweg. Beklimming van de heuvel over deze weg kent een maximaal stijgingspercentage van 5,1%.
Hoewel de Torenberg vaak als het hoogste punt van Gelderland wordt aangeduid, is dat niet juist; het Signaal Imbosch bij het Rozendaalsche veld ten noordwesten van Rheden, bereikt 110 meter boven NAP. Het verschil is dat er geen verharde wegen naar de top van Signaal Imbosch leiden, terwijl dit bij de Torenberg wel het geval is. Hierdoor heeft de Torenberg voor onder meer wielrenners en wandelaars meer bekendheid gekregen dan Signaal Imbosch, dat in het bos verscholen ligt.
De berg heeft zijn naam waarschijnlijk te danken aan de houten toren die er opgericht was voor de driehoeksmeting van rond 1800 door Krayenhoff en een tweede van rond 1900 voor de  Rijksdriehoeksmeting door de Rijkscommissie voor Graadmeting en Waterpassing. Bij deze tweede driehoeksmeting zijn richtingen gemeten naar de eersteordepunten Onze Lieve Vrouwetoren (Amersfoort), Grote Kerk (Harderwijk), Nieuwe Toren (Kampen), Sint-Walburgiskerk (Zutphen) en Signaal Imbosch.